# ブックマート
ブックマート（bookmart）は、シンガポール法人のByron World Trading Pte Ltdが保有していた中古書店チェーンのブランドであったが、2012年から同社が行った日本国内における事業再編により、同社から株式会社メダリオンコミュニケーションズの保有となった。現在、元のオーナ会社であるByron World Trading Pte Ltdはシンガポール地区でフランチャイジーとして店舗経営している。個人オーナーや小規模法人に適したシステムを提供するフランチャイズ展開で他社との差別化を図っている。

## 概説

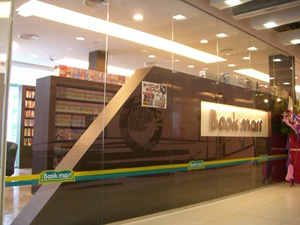
ブックマート店舗

ブックマートは旧運営会社である株式会社ブックマートグループにより1994年に創業。中古書以外にも、CD・DVD・ゲームソフト（新品・中古とも）を取り扱う複合店スタイルで大都市部中心にフランチャイズ展開し、最盛期には100店舗を超える規模まで拡大した。その一方で、本部機能の脆弱さを指摘する加盟店との問題や、財務運営の失敗などで経営難に陥った。
2009年末には株式会社ブックマートグループが事業の整理・譲渡を決定。2009年8月よりシンガポールでブックマートのフランチャイズ店舗を展開していたByron World Trading Pte Ltd社が、日本法人の株式会社バイロン・ワールド・トレーディング・ジャパンを設立して日本地区フランチャーザーの権利を取得した。Byron World Trading Pte Ltd社は自社開発した店舗運営ノウハウとコンピュータによる高度な商品管理システムを構築を行っており、この最新のシステムと外資系特有の経営手法で、同社は中古書店経営の効率化に成功したノウハウを日本市場に投入して同店舗チェーンの再生を目指すこととなった。これにより別資本オーナーによる外資系チェーンとなった。そして旧来の創業一族（株式会社ブックマートグループ）の影響は刷新された。
同社の商標登録は「bookmart」であり、東京都千代田区にある「書泉ブックマート」との関連は無い。「ブックマート」は一般名ゆえに、ブックマートを脱退した加盟店や、もともと加盟店でないブックマート名を冠した単独店は全国各地のみならず全世界に存在するが、同社との関係は一切ない。

## 沿革
- 1994年 - 株式会社ブックマートグループが創業、1号店となる「川崎新丸子1号店」を開店
- 2007年 - 出店数累計100店舗を超える
- 2009年8月 - 海外初店舗となる「ブックマート シンガポール・セントラル店」を開店
- 2009年末 - 株式会社ブックマートグループが経営難に陥り、事業を整理縮小を決定
- 2010年5月 - Byron World Trading Pte Ltdがワールドフランチャイズ権を取得
- 2010年6月 - 日本法人となるバイロン・ワールド・トレーディング・ジャパンを設立。日本地区フランチャイザーを取得
- 2010年7月 - bookmart、ロシナンテ、ブックマート、エコ書店の4ブランドの展開を開始。
- 2012年12月 - ブランドの保有を株式会社メダリオンコミュニケーションズへ。

## 店舗

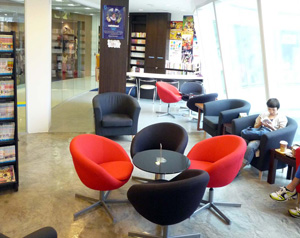
ブックマート　シンガポール・セントラル店

日本国内、直営2店舗（新橋店、新丸子店）、フランチャイズ13店舗、海外店舗1店舗の計16店舗を展開している。